# Cruce (ficción)

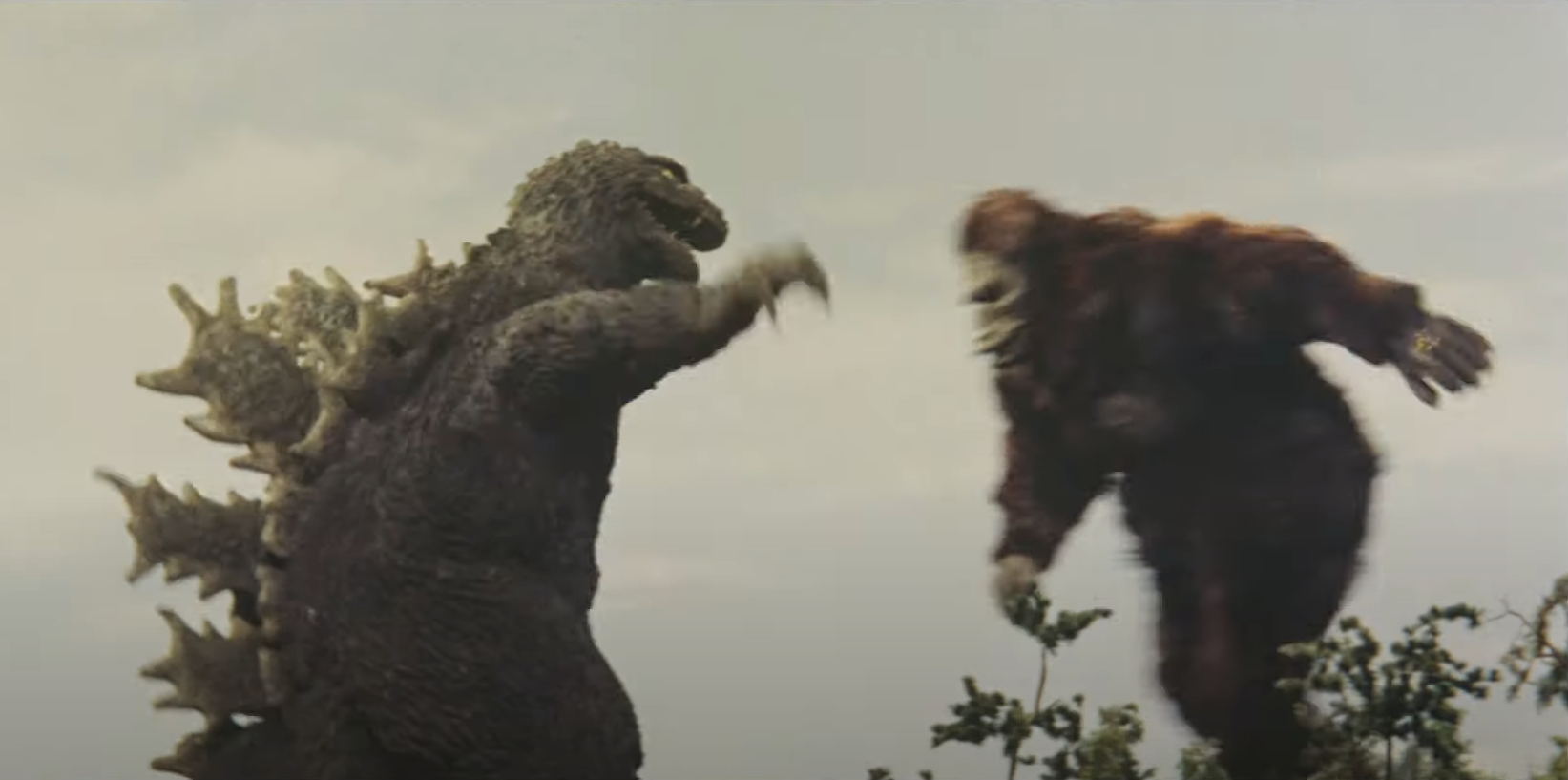
La película King Kong vs Godzilla, es un cruce de Godzilla y King Kong.

Un cruce (también referido con el anglicismo crossover) es la interrelación o encuentro de historias o personajes de diferentes lugares, ya sea de televisión (como el visto entre Crossing Jordan y Las Vegas), entre diferentes editoriales (Liga de la Justicia/Los Vengadores/Amalgam), videojuegos (Marvel vs. Capcom, Super Smash Bros., Final Fantasy, Mortal Kombat vs. DC Universe, Kingdom Hearts), o en el cine (Freddy vs. Jason, Alien vs. Predator, Godzilla vs. Kong) entre otros. Normalmente son maniobras de mercadotecnia o publicidad para atraer la atención del público en general, aprovechando la imaginación entusiasta del público y su curiosidad por saber el qué pasaría si un personaje conociera a otro de otro mundo.

## Características
El público imaginativo y creativo sueña con ver a sus personajes favoritos interactuar en un mismo contexto, ya que generalmente a estos se los presupone separados, distintos y sin que tengan nada que ver el uno con el otro: son por lo tanto independientes y autónomos al respecto, y por eso mismo el cruce impresiona al público cuando este se lleva a cabo, ya que por lo general el público promedio no esperaba que se diera esa unión e interacción.
| Universo                     | Personaje | Historia |
| 1                            | X         | A        |
| 2                            | Y         | B        |
| Luego entonces... 1 fusión 2 | X + Y     | Z        |

Esto se traduce, como resultado, en el desarrollo de una historia que en principio se presumía imposible e irrealizable. Si se agregan más elementos a esta "ecuación" se encontrará que los resultados que arrojan tienen posibilidades prácticamente infinitas.

## En las historietas/cómics
Actualmente es una de la maniobras más usadas para garantizar grandes ventas en el mundo de los cómics, dándose además importantes eventos de gran repercusión para el público ajeno a la historieta. Dentro de los diferentes tipos de cruces se pueden ordenar de acuerdo al numero de implicados (un solo personaje visitando la publicación de otro, interrelación entre un grupo de publicaciones, eventos globales y la formación de Multiversos) o a las publicadoras implicadas (cruces entre personajes de una misma editorial, invitados puntuales de otras editoriales o cruces masivos entre las mismas).

### DC Comics
- Crisis en las tierras infinitas de 1985, fue el primer gran evento cruzado en la historia de los cómics y que agrupo a todos los personajes de la editora. Tras el éxito que supuso, se editaron secuelas que a su vez, al igual que la primera publicación, sirvieron para reorganizar los argumentos de las historias, estas secuelas fueron Crisis infinita y Crisis final.
- 52: Publicación acoplada a la saga de las crisis centrada en personajes de tiras secundarias en un intento de reorganizar el multiverso de DC Comics.
- Flashpoint : Detalla un Universo DC alterado en el que solo Barry Allen parece ser consciente de las diferencias significativas entre la línea de tiempo regular y la alterada, incluido el lugar de Cyborg como el héroe por excelencia del mundo, al igual que Superman en la línea de tiempo principal, con el propio Superman, siendo mantenido cautivo como una rata de laboratorio por el gobierno de los Estados Unidos dentro de una instalación subterránea en Metrópolis. Además, Thomas Wayne es Batman, y una guerra entre Wonder Woman y Aquaman ha diezmado Europa occidental.[2]

### Marvel Cómics
- World War Hulk, donde el gigante esmeralda busca vengarse de los héroes que le desterraron al planeta Saakar y que mataron a su esposa embarazada.
- Secret Wars: un ser poderoso conocido como el Todopoderoso trae a los héroes y villanos del universo a enfrentarse y ver quien gana.
- Guerra Civil: cuando la ONU se pone de acuerdo para registrar a cualquier superhéroe con identidad secreta, héroes y villanos se unirán y se dividirán en registrados y prófugos, mostrando la rivalidad entre Iron Man (registrados) y Capitán América (prófugos) con Spider-Man como punto intermedio entre ambos.[3]

### Marvel y DC Cómics

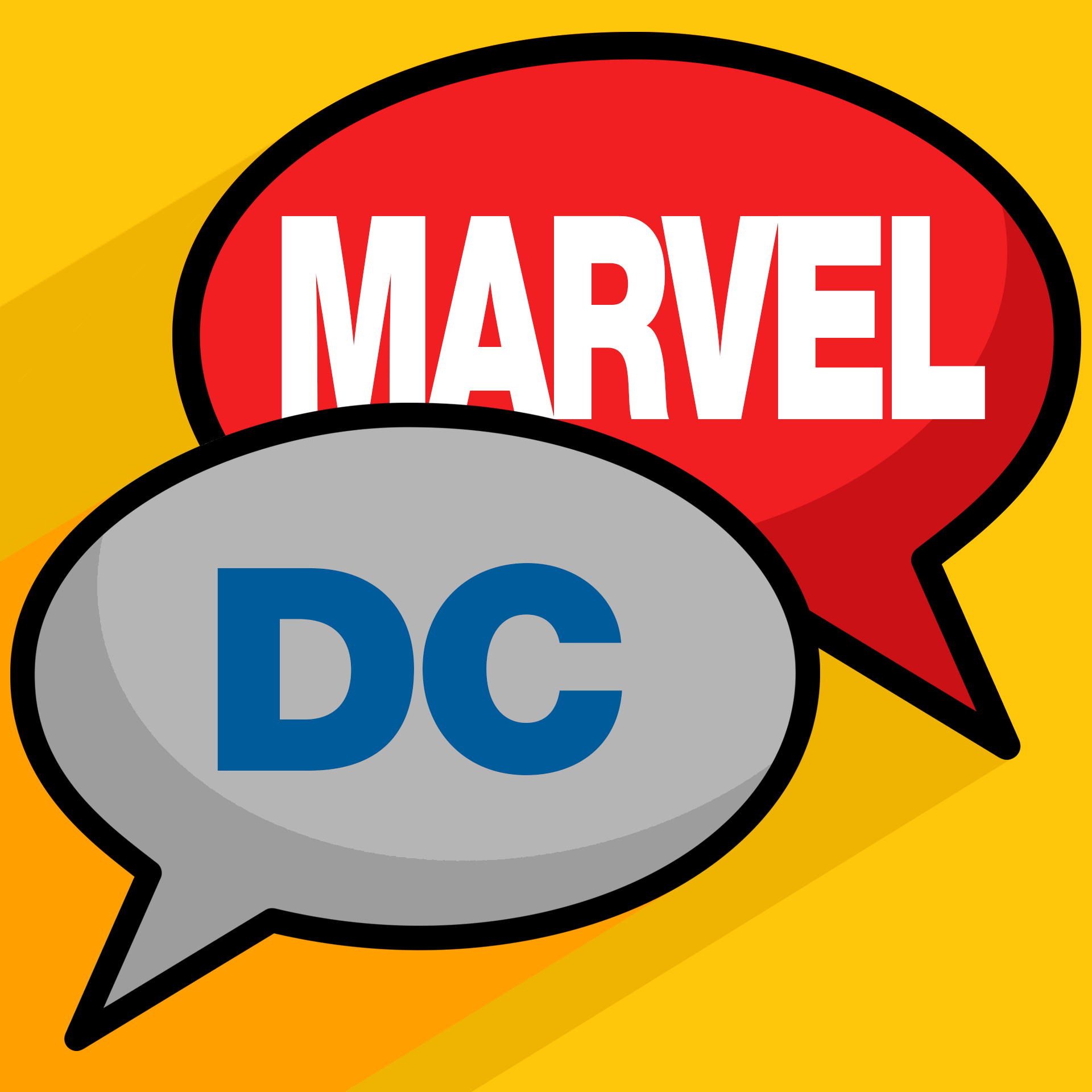
Los Cómics DC vs. Marvel, es un cruce de DC Comics y Marvel.

- DC vs. Marvel Serie limitada que narra el encuentro entre los "hermanos", representaciones de los multiversos de DC y Marvel (Superman, Batman, Mujer Maravilla, Spider-Man, Hulk y X-Men) y el conflicto que deriva de su encuentro. Como consecuencia, se creo la saga Amalgam.
- Batman formó una alianza con Spiderman para derrotar a El Joker, quien estaba causando estragos en la Nueva York de MARVEL Comics.

### Bongo Comics
- "Simpsons/Futurama Crossover Crisis I"
- "Simpsons/Futurama Crossover Crisis II"

La ya desaparecida editorial estadounidense, propiedad de Matt Groening y Bill Morrison, unió sus dos series más populares (Simpsons Comics y Futurama Comics, ambas finalizadas ya, por cierto) en una miniserie de dos números en la que los personajes de Futurama Comics eran encerrados por los cerebros gigantes en un cómic de Los Simpson, conviviendo con los personajes amarillos mientras buscaban una forma de regresar al mundo real. 
El éxito de la miniserie y su final abierto propiciaron su continuación en una segunda miniserie, también de dos números, en la que los personajes de Simpsons Comics eran transportados al mundo real (el presente de Futurama) y se convertian en esclavos de los habitantes de Nueva Nueva York.

### Españolas
- ¡Bajo el bramido del trueno!: es mezcla los mundos de Mortadelo y Filemón con los del capitán Trueno, con un dibujo hecho por Francisco Ibáñez (Mortadelo y Filemón) y Víctor Ambros (El Capitán Trueno y compañía)
- Testigo de cargo: en esta aventura Mortadelo y Filemón deberán proteger al Botones Sacarino que es un testigo de cargo que descubre al terrorista de "El Aullido Vespertino"
- Además Rompetechos y otros personajes de Ibañez han aparecido en varias historietas de Mortadelo y Filemón.
- Popeye aparece en la aventura El ansia de poder como nuevo director general

### Otros cruces
- Ash Williams tuvo varios cruces con Freddy Krueger,Jason Voorhees, Marvel Zombies y Xena: la princesa guerrera entre otros.
- Sabrina Spellman aparece interactuando con los personajes de Archie en muchos de sus cómics.
- Conan el Bárbaro aparece en muchos comics de Marvel.
- El personaje de Invencible viaja al mundo de Marvel y ayuda a Spider-Man a derrotar sus enemigos.
- En los cómics de Sonic de Archie Comics, tuvo crossover con Spawn y Sabrina Spellman

## En los videojuegos
En los videojuegos, hay distintos modos de crear un cruce:

#### Cruces entre personajes de una misma compañía
Personajes de una misma compañía que se reúnen en un juego común: Por lo general, son juegos que coronan un determinado tiempo, arco argumental o saga, e incluyen algunos o todos los personajes de una o más sagas
- Super Smash Bros (Nintendo)
- The King of Fighters, Neo Geo Battle Coliseum, SNK Heroines: Tag Team Frenzy (SNK)
- Street Fighter Alpha, Capcom Fighting Evolution (Capcom)
- Fighters Megamix; Sonic & Sega All-Stars Racing (Sega)
- Saga Nicktoons (Nickelodeon)
- Minijuegos en línea de Cartoon Network
- Nitro Royale: Heroines Duel, Nitroplus Blasterz: Heroines Infinity Duel (Nitroplus)
- PlayStation All-Stars Battle Royale; PlayStation Move Heroes,Astro´s Playroom, Astro Bot (Sony)
- Jump Superstars, Jump Ultimate Stars, Battle Stadium D.O.N, J-Stars Victory Vs, Jump Force (Shonen jump)
- Senran Kagura (Marvelous Inc.)
- MultiVersus: Juego creado por la Warner Bros., similar al Super Smash Bros donde aparecen luchando personajes de diferentes franquicias de DC Comics, Looney Tunes y Cartoon Network.
- DreamMix TV World Fighters (Konami)
- Diversos cruces y apariciones de personajes en diferentes sagas de Ubisoft.

#### Personajes externos invitados
Personajes de otras empresas o franquicias invitados a un juego: Principalmente por el factor de curiosidad y como estrategia de mercado, ya que en su mayoría son contenido descargable.
- Saga Super Smash Bros
  - Solid Snake(Metal Gear), Sonic the Hedgehog (Sega) en Super Smash Bros. Brawl.
  - Sonic the Hedgehog, Mega Man, Ryu (Street Fighter), Pac-Man, Cloud Strife (Final Fantasy), Bayonetta en Super Smash Bros. 4.
    - Otros personajes invitados aparecen como trajes Mii: Heihachi Mishima (Tekken), LLoyd Irving (Tales of Symphonia), el Cazador de Monster Hunter, Akira Yuki y Jacky Bryant (Virtua Fighter) y Gil Gamesh (Tower of Druaga)

  - Todos los anterior mencionados mas Simón y Ritcher Belmont (Castlevania), Ken Masters (Street Fighter), Joker (Persona 5), el Héroe (Dragon Quest), Banjo y Kazooie, Terry Bogard (Fatal Fury), Steve (Minecraft), Sephiroth (Final Fantasy), Kazuya Mishima (Tekken) y Sora (Kingdom Hearts) en Super Smash Bros. Ultimate.
    - Los trajes Mii que estuvieron en Smash 4 vuelven y se suman unos nuevos: Goemon, Sans (Undertale), Altaïr Ibn-La'Ahad (Assassin's Creed), Rabbids, Cuphead, Vault Boy (Fallout), Bomberman, Travis Touchdown (No More Heroes), Sir Arthur (Ghosts 'n Goblins), Dragonborn (The Elder Scrolls), Dante (Devil May Cry), Shantae y Doom Slayer (Doom).
- PlayStation All-Stars Battle Royale:
  - Big Daddy (Bioshock), Heihachi Mishima (Tekken), Dante (Devil May Cry), Raiden (Metal Gear) y Isaac Clarke (Dead Space) en PlayStation All-Stars Battle Royale
- Saga Mortal Kombat
  - Kratos (God of War) y Freddy Krueger (A Nightmare on Elm Street) en Mortal Kombat 9,
  - Xenomorfo (Alien), Depredador (Predator), Jason Voorhees (Friday the 13th) y Leatherface (The Texas Chain Saw Massacre) en Mortal Kombat X
  - The Joker (DC Comics), RoboCop (RoboCop), Spawn (Image Comics), Terminator T-800 (Terminator) y John Rambo (Rambo) en Mortal Kombat 11
  - Omni-Man (Invencible), Homelander (The Boys), Peacemaker (DC Comics), Ghostface (Scream),Conan el Bárbaro y T-1000 (Terminator 2: el juicio final) en Mortal Kombat 1
- Saga Injustice
  - Scorpion (Mortal Kombat) en Injustice: Gods among us
  - Raiden y Sub-Zero (Mortal Kombat), Hellboy y las Tortugas Ninja en Injustice 2
- Saga Soulcalibur
  - Link (The Legend of Zelda), Heihachi Mishima (Tekken) y Spawn en Soulcalibur II
  - Starkiller/Galen Marek/El Aprendiz, Yoda y Darth Vader(Anakin Skywalker) de Star Wars en Soulcalibur IV
  - Kratos (God of War) en Soul Calibur Broken Destiny
  - Ezio Auditore (Assassin's Creed) y Devil Jin Kazama(Tekken) en Soulcalibur V
  - Geralt de Rivia (The Witcher), YoRHa 2B (Nier: Automata) y Haohmaru (Samurai Shodown) en Soulcalibur VI
- Saga Senran Kagura
  - Ayane (Dead Or Alive), Hakufu Sonsaku, Ryofu Housen y Kan'u Unchou (Ikkitousen) en Senran Kagura: Estival Versus como DLC
  - Todas las anteriores mencionados más Honoka y Marie Rose de (Dead Or Alive), Ryoumou Shimei (Ikkitousen), Rinka Kagurazaka y Ranka Kagurazaka (Valkyrie Drive), (Super Sonico y Neptune (Purple Heart) (Hyperdimension Neptunia) en Senran Kagura: Peach Beach Splash como DLC.
  - Todas las anteriores (con excepción de los personajes de Valkyrie Drive y Super Sonico) más Kasumi (Dead Or Alive), Shiryuu Chō'un (Ikkitousen), Leina, Airi, Elina, Tomoe y Shizuka (Queen's Blade), Mai Shiranui, Athena Asamiya, Leona Heidern y Kula Diamond (The King of Fighters), Rias Gremory, Akeno Himejima, Koneko Toujou y Rossweisse (High School DxD), Jubei Yagyu y Kanetsugu Naoe (Hyakka Ryōran: Samurai Girls), Lala Satalin Deviluke Konjiki no Yami, Momo Belia Deviluke y Yui Kotegawa (To Love-Ru) en Shinobi Master Senran Kagura: New Link, como parte de varias colaboraciones.
- Inquisidor/Arbiter (Halo), Rash (Battletoads) y General Raam (Gears of War) en Killer Instinct (2013)
- Saga Marvel vs Capcom:
  - Akuma/Gouki en X-Men: Children of the Atom
  - Anita (Darkstalkers) en Marvel Super Heroes
- Saga Tekken:
  - Tekken 3 Gon Gon (Manga)
  - Tekken 7 junto con Akuma/Gouki (Street Fighter):Geese Howard (Fatal Fury), Noctis Caelum Final Fantasy XV y Negan (The Walking Dead)
  - Tekken 8: Clive Rosfield (Final Fantasy XVI)
- Akira Yuki, Sarah y Jacky Bryant, y Pai Chan (Virtua Fighter), Naotora Li (Samurai Warriors) y Mai Shiranui (Fatal Fury) en Dead or Alive 5, a su vez esta última también esta en la secuela, Dead or Alive 6
- Female Skullomania (Fighting EX Layer) en SNK Heroines: Tag Team Frenzy y al mismo tiempo Terry Bogard (Fatal Fury) en el citado Fighting EX Layer
- Saber (Fate/stay night) en Nitro Royale: Heroines Duel y en Nitroplus Blasterz, en este último junto a Aino Heart (Arcana Heart) y Homura (Senran Kagura)
- Eltnum/Sion Eltnam Atlasia (Melty Blood) y Akatsuki (Akatsuki Blitzkampf) en Under Night In-Birth
- Forza Motorsport 6 y Forza Horizon 2 tienen como DLC algunos de los coches de la saga Fast & Furious
- Personajes de Spyro the dragon en Crash Team Racing Nitro Fueled
- Johnny Cage (Mortal Kombat) en WWE Immortals
- Diversos juegos de Midway Games
  - Scorpion, Sub-Zero, Reptile y Raiden (Mortal Kombat) y Bill Clinton, Hillary Clinton y Al Gore en la saga NBA Jam, como también, los mismos programadores del juego.
  - Scorpion, Sub-Zero y Noob Saibot en The Grid.
- Fortnite
  - Anexo:Colaboraciones de Fortnite: Battle Royale
- Dead by Daylight
  - Asesinos:Michael Myers (Halloween), Leatherface The Texas Chainsaw Massacre, Freddy Krueger (A Nightmare on Elm Street );Amanda Young ( Saw), Ghostface (Scream), el Demargordon  (Stranger Things), Pyramid Head (Silent Hill 2), Sadako Yamamura (Ringu); Albert Wesker  y Nemesis T-Type (Resident Evil),Pinhead (Hellraiser), Xenomorfo (Alien), Chucky y Tyfanny (Child´s Play), Vecna (Dungeons & Dragons) ; Drácula (Castlevania) y Ken Kenaki  y Rize Kamishiro (Tokyo Ghoul)
  - Supervivientes:William 'Bill' Overbeck (Left 4 Dead) ;David Tapp (Saw);Laurie Strode (Halloween) ; Ash Williams(The Evil Dead); Nancy Wheeler y Steve Harrington (Stranger Things); Rebecca Chambers, Ada Wong, Claire Redfield, Leon S. Kennedy (Resident Evil); Nicolas Cage, Alan Wake,Lara Croft (Tomb Raider)

#### Cruces entre compañías
Cruce de dos o más franquicias y/o empresas: Directamente son a mayor escala que las dos categorías anteriores, en la cual representantes de las empresas implicadas colisionan directamente.
- Serie Marvel vs. Capcom
- Serie Capcom vs. SNK
- Mortal Kombat vs. DC Universe
- Tatsunoko vs. Capcom: Ultimate All-Stars
- Serie Kingdom Hearts
- Namco x Capcom y sus secuelas Project × Zone (en el que se agrega Sega) y Project × Zone 2 (en el que se agrega Nintendo)
- Street Fighter × Tekken
- Lego Dimensions
- Accel World VS Sword Art Online: Millennium Twilight es un juego de rol de acción que fue lanzado en 2017 en PlayStation 4 y Vita. Esta entrega es un cruce de Sword Art Online y Accel World, ambas creaciones de Reki Kawahara.
- BlazBlue: Cross Tag Battle (Arc System Works, Marvelous Inc., Atlus, French Bread)
- Serie Mario & Sonic en los Juegos Olímpicos
- Tanto Mario + Rabbids Sparks of Hope y Mario + Rabbids Kingdom Battle unen los personajes de Nintendo con los Rabbids de Ubisoft

#### Motores gráficos de libre edición
En donde un individuo puede crear su cruce personalizado.
- M.U.G.E.N. - IKEMEN
- Open BOR
- Project E.F.12
- ModNation Racers
- Garry's Mod

## En el manga/anime
- Clamp realizó un cruce oficial de todos los personajes de sus historias dentro del manga denominado Tsubasa: RESERVoir CHRoNiCLE, que es una historia paralela a ×××HOLiC, donde los personajes principales son Syaoran Li, que, tras haber perdido la princesa Sakura sus recuerdos, tiene que viajar a otros mundos para recuperar los fragmentos de su memoria perdida, la cual fue cristalizada en forma de alas, que al disolverse en muchas plumas, estos deben viajar junto con Kurogane y Fye hacia otras dimensiones y realidades para recuperar dichos recuerdos, esto con la ayuda de la bruja dimensional Yūko Ichihara: es ahí donde las historias se unen y son paralelas.

- Un cruce bastante conocido y aclamado sucede en el manganime Dragon Ball en el que el personaje principal Son Goku tras la huella del antagonista General Blue de la Red Ribbon da a parar en la aldea pingüino sede de los eventos de la serie Dr. Slump también creación de Akira Toriyama en la cual Goku conoce y convive con los personajes de dicha obra, mientras Senbei Norimaki intenta reparar el radar dragón la protagonista Arale ayuda a Goku a buscar las esferas y al final lo salva y derrota de una manera sorprendentemente fácil al general Blue (este incluso se enamora de Obotchaman lo que da a entender sus preferencias homosexuales y pedófilas en cierto punto), al final Goku se despide y no se vuelve a saber de Arale y sus amigos hasta la ova de 2007 de Dr Slump, cabe resaltar que a finales de los 90 en la versión llamado New Dr. Slump este cruce se repite aunque con ciertos cambios y adiciones de personajes de Dragon Ball, incluso apareciendo Goku transformado en Ozaru y también Shenglong. Los personajes de Dr. Slump regresan en Dragon Ball Super con motivo del 35.º aniversario de la primera serie, en donde Arale es poseída por el Dr. Mashirito, enfrentándose a Goku y Vegeta, mientras Senbei Norimaki, Bulma, Trunks y Mr. Satán buscan el modo de detener a Mashirito, quien es eliminado por el Dios de la Destrucción Bills

- Otro cruce es en Digimon Xros Wars Hunters, en los episodios finales (24 y 25/78 y 79) aparecen los anteriores líderes con sus Digimon: Tai/Taichi con Omnimon, Davis/Daisuke con Imperialdramon Fighter Mode, Takato con Gallantmon Crimson Mode, Takuya con Susanoomon y Marcus/Masaru con ShineGreymon Burst Mode.

- Otros cruces conocidos son los que se pueden encontrar dentro de los mangas de Ken Akamatsu, como en Mahou Sensei Negima donde Mei Narusegawa, la aparente hermanastra (aunque no así mencionada explícitamente) de Naru Narusegawa de Love Hina colabora con los magos de Mahora para detener a Chao, o cuando se ve a Haruna practicando con su artefacto, dibujando y dándole vida a Tama, Liddo Kun y Leon, todos mascotas de Love Hina. También en Ground Defense Force Mao Chan, en el episodio 20 del anime, los protagonistas se van a vacacionar en las termas de Hinata Soe, donde Naru Narusegawa de Love Hina los recibe.

- Kyōshirō to Towa no Sora, anime del grupo Kaishaku, muestra un claro ejemplo de cruce al introducir a Himeko Kurusugawa y a Chikane Himemiya ambas personajes de Kannazuki no Miko, como parte de la historia, aunque con un rol diferente al de sus historias originales.

- Otro cruce para dar la bienvenida a Toriko en un especial con One Piece en la isla Gourment para hallar el ave gourmet en una isla del grandline. A su vez, los personajes de One Piece se cruzan con los de Dragon Ball en el manga Cross Epoch, en donde Sheng Long invita a los personajes retratados en diferentes ocupaciones fantásticas a una fiesta de té. En televisión, estas tres series se cruzan en el especial Dream 9 Toriko & One Piece & Dragon Ball Z Super Collaboration Special, donde Toriko, Luffy y Goku luchan para obtener una carne legendaria, sin embargo, Mr. Satan obtiene la victoria e invita a comer a todos los personajes.

- Otro cruce es el de Rave Master y Fairy Tail en el manga (ambas creaciones de Hiro Mashima). Fairy Tail también hizo un cruce con Nanatsu no Taizai en un especial navideño.

- Otra también es de Sket Dance y Gintama en el manga. (Y ahora también en anime siendo el capítulo 27 de Gintama 2011 donde se encuentran con los personajes del anime Sket Dance).

- Akira Hikawa creó una miniserie donde aparecían Heidi, Marco, Cardcaptor Sakura, entre otros, reunidos para vencer a un enemigo común. Del mismo modo, próximamente se prepara un cruce entre las series en línea de Raruto y 5 Elementos, con mismo creador, Jesulink, llamado "Panda ninja fantasma" ambientado en el Mundo Elemental, donde Raruto y sus compañeros viajarán en busca de un legendario guerrero.
- La serie Carnival Phantasm cruza a los personajes principales de las series de Type-Moon, en especial Fate/stay night y Tsukihime

- El cruce de anime más reciente se reveló como Isekai Quartet, que combina personajes de cuatro de las historias del género "Isekai" más populares publicadas por Kadokawa Corporation: KonoSuba!, Re:Zero kara Hajimeru Isekai Seikatsu, Overlord y Yōjo Senki. En una segunda temporada se agregaron personajes de Tate no Yuusha no Nariagari y Kono Yūsha ga Ore TUEEE Kuse ni Shinchō Sugiru

## En el cine
Existen en el cine varios ejemplos de cómo los cruces han hecho historia. Y como resultado, surgieron los Universos Cinematográficos, en donde dos o mas Franquicias comparten una realidad común
- Uno de los primeros cruces del cine de Ciencia ficción entre dos personajes mundialmente conocidos fue King Kong vs. Godzilla de 1962, de la productora Tōhō, dirigida por Ishiro Honda. La idea se reutilizó en 2021 en la película Godzilla vs. Kong, producida por Warner Bros. y Legendary Pictures y dirigida por Adam Wingard, en la cual se concluye la formación del MonsterVerse, un Universo de Medios que engloba ambas franquicias.
- Uno de los cruces más inesperados fue ¿Quién engañó a Roger Rabbit?, una película en vivo de 1988 con participación de dibujos animados de diferentes compañías y franquicias, en la cual hasta se puede ver en la misma escena a Mickey Mouse y Bugs Bunny, quizás los dos iconos universales del dibujo animado.
- En 2003, se estrena el cruce de terror Freddy vs. Jason en el que para aterrorizar a la gente que visita la Calle Elm y regresar del infierno, Freddy Krueger invoca a Jason Voorhees (protagonista de la saga Friday the 13th) y lo instruye para matar en su nombre. Producida por New Line Cinema y dirigida por Ronny Yu

- Un año después se estrenó Alien vs. Predator en la que unos exploradores descubren que en un ritual, los Depredadores (Yautjas) cazaban Aliens (Xenomorfos) dentro de una pirámide encontrada en las profundidades de la Antártida. Una secuela llamada Aliens vs. Predator: Requiem se estrenó en 2007.

- Marmaduke de la película Marmaduke aparece en la película Un chihuahua de Beverly Hills 2 en la exhibición de talentos de perros vestido con un traje de payaso.
- En 2012, Marvel Studios en asociación Walt Disney Company estrenó y distribuyó la película The Avengers, una adaptación de los cómics del mismo nombre que narra las aventuras de un equipo de superhéroes está conformado por varios héroes del Universo Marvel. Antes del estreno de la película, varías cintas previas de la fase uno del Universo cinematográfico de Marvel construyeron un camino hacia la película de Los vengadores. Dicha tendencia sería re-utilizada en posteriores películas como Captain America: The Winter Soldier, Avengers: Age of Ultron, Capitán América: Civil War, Thor: Ragnarok, Avengers: Infinity War y Avengers: Endgame.

- En 2016, Warner Bros. estrenó la película Batman v Superman: Dawn of Justice que servía como el primer cruce entre los personajes Superman, Batman y Mujer Maravilla así como una película intencionada para lanzar el Universo extendido de DC.
- También en 2016, el cine japonés estrenó en su país de origen (aún sin planes para el extranjero) la película Sadako vs. Kayako que confronta a los dos iconos del horror japonés Sadako Yamamura de Ringu y a Kayako Saeki de Ju-on. En dicha película, los protagonistas tratan de averiguar una forma de deshacerse de ambas maldiciones y la única forma es hacer que ambas se enfrenten en una batalla para decidir quien de las dos se llevará a sus víctimas. Dicho cruce vino de una broma del día de los inocentes, pero eventualmente se decidió que debía ser una producción oficial debido al entusiasmo de los fanes.

- La película Chip 'n Dale: Rescue Rangers, de forma similar a ¿Quién engañó a Roger Rabbit?, incluyó diversas apariciones de personajes de películas y series de televisión de diferentes productoras.

## En la televisión
En cuanto a la televisión, los cruces varían según su tipo de programación:

### Series
- Las Vegas y Crossing Jordan, en las que una misma trama se dividía en 2 capítulos, el primero en la serie Crossing Jordan y la continuación en Las Vegas.

- Entre Buffy, la cazavampiros y Ángel (siendo esta un spin-off de la primera) en un par de ocasiones en las que primero Buffy iba a Los Ángeles a ver a Ángel y luego este le devolvía la visita, y otra ocasión (ya en la última temporada de Buffy) en la que Willow iba a ver a Ángel, y este le llevó, en uno de los últimos capítulos de la serie, de vuelta a Buffy lo que necesitaba (el medallón del campeón).

- Entre las diversas CSIs, por ejemplo entre la original de Las Vegas y CSI: Miami al presentar esta última por primera vez, o un cruce más reciente (en 2010) que ocurrió de forma sucesiva entre las 3 series: CSI Las Vegas, CSI: Miami y CSI: New York, también dos episodios entrecruzan las series Without a Trace y CSI, uno en cada una de ellas y uno con Caso abierto con CSI: New York.

- Las series Hawaii Five 0 y NCIS: Los Ángeles llevaron a cabo un cruce en los episodios respectivos "Pa Make Loa" (2x21) y "Touch of Death" (3x21), donde los agentes Callen y Hanna de la Unidad de Operaciones Especiales del NCIS en Los Ángeles viajan a Hawái siguiendo la pista de una persona de interés para la agencia "Dracul Comescu". Al final del episodio uno de los sospechosos logra escapar de Hawái con destino a Los Ángeles llevando un maletín con unos frascos de una poderosa cepa de un virus letal, que representa una amenaza real de bio terrorismo en propio Estados Unidos Continental. Esta vez los detectives Williams y Kelly de la Unidad Especial del Gobernador en Hawái viajan con Callen y Hanna a Los Ángeles en una colaboración de ambas agencias para detener este peligroso atentado.

- En la serie de Batman de los años 60, hay un episodio donde aparecen el Avispón Verde y su ayudante Kato.

- En Xena: la princesa guerrera, Hércules conoce a Xena en un episodio y reaparece en varios episodios.

- Las series latinoamericanas también han tenido sus cruces. El caso más recordado fue en la serie de El Chapulín Colorado, en el capítulo "El Disfraz, El Antifaz y Algo más" (1974) en donde se reúnen personajes clásicos como: El Chavo del 8, El Chompiras, Dr Chapatín, Charles Chaplin, Quico, Peterete y etc., dichos personajes fueron creados por el mismo creador Roberto Gómez Bolaños.

- La franquicia de Power Rangers ha contado con varios cruces entre los que destacan uno con el protagonista de la serie derivada: Masked Rider dicho episodio es un piloto de la serie del mismo nombre, también en la temporada Power rangers en el espacio existe la participación de Las tortugas Ninja en el cual estas son controladas por la villana Astronema y se ponen en contra de los rangers, hasta que el control mental logra romperse, desde dicha temporada también existen los denominados "Team ups" en los cuales la temporada actual recibe a la anterior para enfrentar a un enemigo en común, o también pueden recibir aliados de varias generaciones como el capítulo de Power Rangers Wild Force (Forever Red) en la cual se reúnen todos los Red Rangers de la historia hasta entonces para enfrentar a un enemigo del pasado, este episodio es un homenaje a la franquicia por sus 10 años, o el caso del capítulo Once a Ranger) de la temporada Power Rangers Operation Overdrive en donde se reúnen rangers de distintos colores y varias generaciones para combatir al hijo de Rita Repulsa y Lord Zed. Cabe resaltar que en la serie original en la que se basa Power Rangers, Super Sentai Series, también existen cruces similares, muchos de los cuales inspiraron a los americanos, siendo los japoneses mucho más multitudinarios al abarcar varias décadas de series. El creador de la franquicia Haim Saban se ha referido a que le gustaría que la franquicia Power Rangers tuviese un cruce con la franquicia Super Sentai Series pero ha puesto el idioma como la única gran barrera para que esto se concrete, pero no descarta la idea de que esto se dé a futuro ya que ha tratado del tema con los propietarios de la franquicia del sentai Toei y estos se muestran abiertos y optimistas al respecto.

- Varias series de Disney Branded Television cuentan con varios crossover:
  - En 2006 hubo un cruce titulado That's So Suite Life of Hannah Montana, entre las series That's So Raven, The Suite Life of Zack and Cody y Hannah Montana y en 2009 una titulado Wizards on Deck with Hannah Montana, entre las series de Wizards of Waverly Place, The Suite Life on Deck y Hannah Montana, en 2011 un episodio especial de la serie Good Luck Charlie llamado Charlie Shakes It Up, entre las series Good Luck Charlie y Shake It Up también hay un episodio de Peter Punk donde Zeke y Luther viajan a Argentina y Peter, Zeke y Luther compiten.
  - Jessie aparece con los demás niños Ross en el episodio "Una noche de Halloween" en el museo siendo un cruce entre Ultimate Spider-Man y Jessie, esto no es del todo un cruce ya que Jessie es una serie de acción real y Ultimate Spider-man es una serie animada en 2d, pero Spiderman no aparece en jessie si no todo al revés.
  - En un episodio de Violetta tocan la banda de Peter Punk que mezcla Peter Punk y Violetta: en ese episodio Violetta y Peter cantan la canción "no hay más palabras de amor".
  - En un episodio especial de la serie I'm in the Band, los miembros de la banda Iron Weasel suben al barco S.S. Tipton, donde se encuentran con los personajes de la serie The Suite Life on Deck como Zack y Cody.

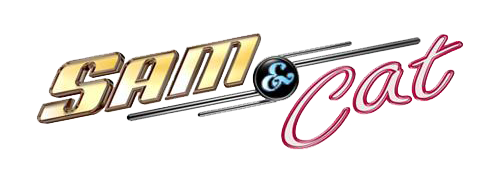
La serie de Nickelodeon, Sam and Cat, es una serie derivada y cruce de iCarly y Victorious.

- Hubo un cruce entre las series iCarly y Victorious, en un episodio de la primera que se tituló "Fiesta con Victorious" (iParty with Victorious). Posteriormente, la serie de Nickelodeon, Sam and Cat, es una serie derivada y un cruce de iCarly y Victorious, ya que Jennette McCurdy (de iCarly) y Ariana Grande (de Victorious) protagonizan la serie.

- Las series Every Witch Way (adaptación estadounidense de Grachi) y Talia in The Kitchen (adaptación estadounidense de Toni, la Chef) se juntan, cuando el elenco de EWW, va a almorzar a Lola's.

- Antonio Recio, de la serie La que se avecina, apareció en el último capítulo de la primera temporada de El chiringuito de Pepe,

- Por parte de FX, en 2016, Ryan Murphy, creador de la serie American Horror Story, anuncia una temporada especial cruce de la primera y tercera temporada de la serie American Horror Story. El mismo ocurre en la 8va temporada de la serie.

- También por parte de Marvel Studios y la plataforma de streaming de Netflix, está la serie Marvel's The Defenders, que une a los protagonistas y personajes de las series Marvel's Daredevil, Marvel's Jessica Jones, Marvel's Luke Cage y Marvel's Iron Fist.

- Varias series de DC Comics producidas por The CW crean un universo de superhéroes llamado "Arrowverso".

### Telenovelas
Televisa en los últimos años ha optado por un formato especial en sus telenovelas de comedia del horario estelar haciendo que cada una sea una especie de continuación de la otra.
- En la telenovela Los Victorinos hace su aparición el personaje de Martín Acero alias El Hierro antagonista en Más sabe el diablo interpretado por Miguel Varoni, como un antiguo socio de Alejandro Gallardo buscando venganza, aunque al principio se le conoce como La Araña, alias que tenía el personaje original de Eduardo Carbonell interpretado por Víctor Mallarino en ¿Por qué diablos? de 1999.
- En la telenovela Cuando me enamoro, el obispo Juan Cristóbal Gamboa (Arturo Peniche) aparece en algunos capítulos ayudando a los protagonistas de la telenovelas 2 años después de los acontecimientos de En nombre del amor.

- En el último capítulo de la telenovela Una familia con suerte, Pancho López (Arath de la Torre) se cita con Mimí de la Rose (Patricia Navidad), un personaje que sería protagonista en la siguiente telenovela Por ella soy Eva, donde ambas producciones tenían en común a la empresa Avon. Así mismo, en la misma telenovela, Pancho López y su hijo Temo se encuentran con Lucero, protagonista de Por ella soy Eva, en una de las locaciones de la telenovela.

- En la telenovela Porque el amor manda, aparecen Pancho López (Arath de la Torre), Rebeca Treviño (Mayrín Villanueva) y Candelaria "Candy" López (Alicia Machado), personajes protagonistas de Una familia con suerte. Se esperaba que Jaime Camil reapareciera con sus personajes de Por ella soy Eva pero al final no se concretó por compromisos externos del actor.

- En la telenovela infantil Atrévete a soñar se decía que las actrices Laura Esquivel y Brenda Asnicar de la versión original argentina Patito Feo aparecerían en la versión mexicana como una especie de alucinación del personaje interpretado por Danna Paola pero al final la casa productora Ideas del Sur rechazó rotundamente la idea

- En el último capítulo de la primera temporada de la telenovela La doble vida de Estela Carrillo, el villano Danilo Cabrera (Danilo Carrera) se encuentra en un aeropuerto con Yolanda Cadena (Livia Brito), protagonista de la serie La piloto la cual reemplazó a la telenovela en su franja horaria.

- En 2018 el personaje protagónico de la telenovela Una familia con suerte, Pancho López (Arath de la Torre) reaparece en la segunda temporada de la telenovela Mi marido tiene familia que protagonizan Zuria Vega y Daniel Arenas, como el nuevo vecino de la familia Córcega.

- La serie Nosotros los guapos es un cruce entre La hora pico y María de todos los Ángeles a través de los personajes "Vitor" (Adrián Uribe) y Albertano (Ariel Miramontes) respectivamente

- En la telenovela Médicos, línea de vida, sus protagonistas Regina (Livia Brito) y David (Daniel Arenas) reciben asesoría legal de los abogados Victoria Escalante (Altair Jarabo) y Roberto Morelli (José María Torre) del bufete Vega y Asociados, de la telenovela Por amar sin ley. Así mismo, Alonso Vega (Guillermo García Cantú), titular del bufete de abogados, es gran amigo de Gonzalo (José Elías Moreno), director del Instituto de Especialidades Médicas de la primera telenovela mencionada. Ambas historias son producidas por José Alberto Castro.

- En Argentina:

| Personaje                                                | Original de            | Repite papel en                         |
| -------------------------------------------------------- | ---------------------- | --------------------------------------- |
| Carla Lucero (Carina Zampini)                            | Por siempre mujercitas | Ricos y famosos                         |
| Laura Copioli (Nancy Duplaá)                             | 22, el loco            | 099 Central                             |
| Axel Etcheverry (Nicolás Cabré)                          | Sin código             | Los Únicos                              |
| Vicky Alberti (Marcela Kloosterboer)                     | Sin código             | Los Únicos                              |
| Gabriel Nielsen (Adrián Suar)                            | Sin código             | Los Únicos                              |
| Amador Heredia (Osvaldo Laport)                          | Soy gitano             | Los Únicos                              |
| María Laura «Malala» Torres-Oviedo (Graciela Stéfani)    | Floricienta            | Casi ángeles y Margarita                |
| Laisa Roldan (Florencia de la V)                         | Los Roldán             | Patito feo                              |
| Marcos Guerrero (Sebastian Estevanez)                    | Dulce Amor             | La Dueña                                |
| Loli Falsini (Nancy Duplaá)                              | Graduados              | Viudas e hijos del rock and roll        |
| Victoria "Vicky" Lauria (Paola Barrientos)               | Graduados              | Educando a Nina                         |
| Benjamín 'Tuca' Pardo (Mex Urtizberea)                   | Graduados              | Los vecinos en guerra y Educando a Nina |
| Paula "Poli" Truper / Super T (Candela Vetrano)          | Supertorpe             | Cuando toca la campana                  |
| Rock Bones (Juan Ciancio, Guido Pennelli, Gastón Vietto) | Peter Punk             | Violetta y Cuando toca la campana       |
| Iván Gómez (Franco Masini)                               | Peter Punk             | Violetta                                |
| Olga Peña (Mirta Wons)                                   | Violetta               | Soy Luna                                |
| Jazmín Carbajal (Katja Martínez)                         | Soy Luna               | Bia                                     |
| Simón Álvarez (Michael Ronda)                            | Soy Luna               | O11CE                                   |
| Ámbar Smith (Valentina Zenere)                           | Soy Luna               | Juacas                                  |
| Delfina Alzamendi (Malena Ratner)                        | Soy Luna               | Bia                                     |
| Delfina Santillán Torres-Oviedo (Isabel Macedo)          | Floricienta            | Margarita                               |
| Franco Fritzenwalden (Benjamín Rojas)                    | Floricienta            | Margarita                               |

- En Ecuador, las series 3 familias y ¡Así pasa! han tenido dos cruces. En la primera temporada, en el capítulo de las votaciones, Lulú (Marcela Ruete) como vocal de mesa, recoge la cédula de Yulexi (Claudia Camposano) de ¡Así pasa! En la segunda temporada, en el episodio donde Genaro (Martín Calle) explica a su familia que no lo han matado, sino que se protegió con el chaleco del gimnasio, y que se había desmayado y trasladado al hospital, llegan Yulexi y Stalyn (Christian Maquilón) a llevar el ataúd a la casa correcta y Yulexi le pide disculpas por el inconveniente. En la misma temporada, Yulexi y Stalyn se presentan en la mansión de los Plaza Lagos para buscar un segundo empleo en la empresa de Luis Ernesto (Frank Bonilla).

- En Chile, durante la transmisión de las últimas semanas de la telenovela El camionero, Leonardo (Héctor Morales) le dice a su hermano Antonio (Marcelo Alonso) que tiene ganas de encontrarse a su vecina, la colombiana, aludiendo a Ángela Vicario (Elizabeth Minotta), el personaje protagónico de La colombiana, producción que le sucedería en Televisión Nacional de Chile. Anteriormente, en la telenovela Brujas de Canal 13 aparecieron Borja (Luciano Cruz-Coke), Richard (Felipe Braun), Cristóbal (Nicolás Saavedra), Lulú (Mariana Loyola) y Joaquín (Diego Muñoz), todos estos, protagonistas de Gatas y tuercas. En la historia, el equipo de mecánicos fue a arreglar un desperfecto mecánico que la camioneta que transporta a las asesoras del hogar de la empresa Ángeles habría sufrido en plena calle.

- En Perú, durante los últimos capítulos de la tercera temporada de la serie De vuelta al barrio apareció el personaje Rodolfo Rojas (Juan Francisco Escobar) como supuesto hijo de Don Benigno Bravo (Adolfo Chuiman). Lo curioso es que Rodolfo Rojas es el verdadero nombre de Peter McKay (también interpretado por Adolfo Chuiman), el fiel mayordomo de la familia Maldini de la serie Al fondo hay sitio. En el penúltimo capítulo de la serie, Peter reaparece contándole a su Madame, Francesca Maldini (Yvonne Frayssinet) sobre su pasado en el Barrio San José (lugar ficticio donde se desarrollan los eventos de De vuelta al barrio en la década de los 70). Mientras Francesca le pregunta a Peter más datos de su pasado, son interrumpidos por una llamada telefónica de Joel Gonzáles (Erick Elera), el esposo de su nieta quien le pide que lleve un pollo asado a la casa. Otro dato curioso, es que tanto Chuiman como Frayssinet y Elera forman parte de los elencos de ambas series. Mientras que Juan Francisco Escobar ya había interpretado a Rodolfo/Peter en su juventud en Al fondo hay sitio.

### Series animadas
Varias series de televisión han tenido un cruce con otra, en especial las caricaturas. Las cadenas infantiles han hecho varios cruces, por ejemplo Nickelodeon tuvo una serie de cross-overs titulados Rugrats: Vacaciones Salvajes, una película para cine donde los personajes de Rugrats conocen a Los Thornberrys, ambas series creadas por Klasky Csupo, La hora poderosa de Jimmy y Timmy cruzando Las Aventuras de Jimmy Neutrón: El Niño Genio, y Los padrinos mágicos.
Disney Channel tomó varias de sus series, como Recess, Kim Possible, American Dragon: Jake Long y La familia Proud, en algunos episodios de Lilo & Stitch: la serie.
Por su parte Cartoon Network tiene unos cuantos cruces llamado Las sombrías aventuras de KND mezclando KND con Las sombrías aventuras de Billy y Mandy. Pero el más recordado de los cruces de dibujos animados debe ser, sin duda alguna, Los Picapiedra conocen a Los Supersónicos, (The Jetsons meet the Flintstones), donde ambas familias se hacen amigos, compiten y se divierten. También de manos de Man of Action los Creadores de Ben 10 y Generator Rex que estas 2 grandes series que han creado tendrán un cruce que salió el 25 de noviembre de 2011 (día de Acción de Gracias en USA), el cruce se llamó Ben 10-Generador Rex: Heroes Unidos en julio de 2013 salió el segundo cruce de ben 10 en el cual se encuentra con la familia de los sábados secretos en el cual se unen para detener a uno de los peores enemigos de los sábados secretos Además no podemos olvidar el capítulo especial de Johnny Bravo cuando conoce a Scooby Doo y su banda. También Pedro Picapiedra aparece en un capítulo de Las Sombrías Aventuras de Billy y Mandy, El cruce más reciente es el episodio "Say Uncle" de Steven Universe (Con Tío Grandpa) fue emitido el Primero de abril de 2015 en Estados Unidos, se cree que las series Clarence y Tío grandpa también tengan un cruce.
En junio del 2016 se hizo un cruce entre las series Teen Titans Go! y Las Chicas Superpoderosas llamado TTG VS PPG.
La serie de episodios de Scooby-Doo, Las nuevas películas de Scooby-Doo, además de contar con participaciones especiales de artistas de la época, contaron con cruces con series similares como Josie and the Pussycats y Speed Buggy y también con series reales, pero caricaturizadas como Los Tres Chiflados, El gordo y el flaco (Laurel y Hardy) y Batman
Por parte de FOX tienen cinco cruces animados uno de Family Guy, The Cleveland Show y American Dad! y otros que habría padre de familia con Los Simpson en el episodio "The Simpsons Guy", y Futurama en Los Simpson en el episodio "Simpsorama" y Rick and Morty en Los Simpson en el episodio "Mathlete's Feat". El primer cruce de la Fox surgió en 1997 cuando la serie animada Los Simpson y la serie de acción real The X Files en un episodio de Los Simpson llamado "The Springfield Files" donde los agentes Mulder y Scully (Esta vez en versión animada, los actores le ponen voces a los personajes) viajan a Springfield para investigar sucesos y fenómenos extraterrestres que han ocurrido.
También existe un episodio de Totally Spies en que las espías hacen equipo con Martin Mystery
También el episodio de Mortadelo y Filemón de los 60 "Carioco y su invención" es un episodio en que Mortadelo y Filemón deben rescatar a Carioco que ha sido secuestrado por Doña Urraca ya que Carioco ha inventado algo fabuloso (o al menos eso creen).
El mismísimo D'Artacán de la serie D'Artacán y los tres mosqueperros aparece al final del episodio de Mortadelo y Filemón "El ansia de poder" como nuevo director general.
En la serie de Netflix 3Below el capítulo "déjà vu" aparecen los personajes de la serie Trollhunters, pero este cruce podría llamarse canon ya que 3Below es un spin-off/secuela de Trollhunters. Wizards, tales of Arcadia (también secuela de Trollhunters) muestra personajes de las tres series. La película Trollhunters: Rise of the Titans también juntará a todos los personajes y será el final de la franquicia.

### Cruce tipo cameo
Los cruces pueden tomar la forma de un cameo promocional, utilizado para llamar la atención sobre otra obra de ficción, con poca explicación racional en el contexto de la narrativa del programa anfitrión. Cuando no se presenta claramente como una parodia, los fanáticos con frecuencia lo desprecian como un comercialismo descarado. Un ejemplo notable de esto es el episodio de Los Simpson "A Star Is Burns", en el que apareció el personaje de Jay Sherman (de The Critic). Se emitió originalmente el 5 de marzo de 1995 en FOX justo antes de que The Critic comenzara su segunda temporada, y su primera temporada se emitió en ABC. Este episodio fue ampliamente condenado por los fanáticos de Los Simpson como existente para promover The Critic, una serie animada considerada inferior en comparación. Incluso el creador de Los Simpson, Matt Groening, se opuso, prefiriendo eliminar su nombre de los créditos de ese episodio en particular en protesta.
El personaje Dan Tanna (interpretado por Robert Urich) de la serie de detectives Vega $ apareció en un episodio de Los ángeles de Charlie ("Ángeles en Las Vegas") una semana antes del debut de Vega $. Sin embargo, no se considera un derivado porque Dan Tanna se presentó en el piloto que se emitió como Película de la semana para televisión de ABC la noche del martes 25 de abril de 1978. El cruce se usó simplemente para reintroducir el personaje Dan Tanna y promover el debut de Vega $ como una serie en curso. Además, el elenco de The Love Boat apareció en el estreno de la cuarta temporada de Los ángeles de Charlie ("Love Boat Angels").
En 2010, como un guiño al 50 aniversario de Coronation Street, los personajes de la telenovela EastEnders hicieron referencia a ver el episodio especial del aniversario. EastEnders había celebrado su propio 25 aniversario a principios del mismo año.
Los dos programas de juegos de CBS Daytime (The Price Is Right y Let's Make a Deal) se utilizan para cameos promocionales de otras propiedades de CBS. Son comunes los cameos promocionales de los dos dramas diurnos, los programas en horario estelar (incluidas las transmisiones en horario estelar) y las propiedades deportivas. Price se ha utilizado para promover aniversarios de dramas diurnos de CBS, la franquicia NCIS, los tres reality shows y la cobertura de CBS Sports de la NFL.
Antonio Recio, personaje de La que se avecina aparece en el último episodio de la primera temporada de El chiringuito de Pepe.

### Otros
En Chile los programas y personajes de El Mundo del Profesor Rossa y Cachureos realizaron un cruce entre ellos por algunos minutos, en sus respectivas emisiones del día sábado 18 (El Mundo del Profesor Rossa) y domingo 19 (Cachureos) de abril de 1998, debido al debut de este último programa en Canal 13, luego de varios años de emitirse en TVN y de incluso haber competido entre ellos por la audiencia infantil.

## Series japonesas de imagen real
- En el género Tokusatsu son muy comunes los cruces entre personajes de una misma franquicia, en el caso del Super Sentai por primera vez en 1978 con la película J.A.K.Q Dengekitai vs Gorenger y desde 1996 con Chouriki Sentai Ohranger: Ole vs. Kakuranger se instauró una tradición en la que el actual equipo de Super Sentai tiene una película cruce con su serie antecesora, en la que generalmente al principio o en el transcurso de esta se enfrentan los dos equipos para al final unirse para la batalla final de la película contra sus enemigos en común.

- También se han dado varios cruces entre franquicias, uno y probablemente el más conocido es el reciente Kamen Rider x Super Sentai: Super Hero Taisen en el cual las franquicias Kamen Rider y Super Sentai miden sus poderes una contra otra y al final se vuelven aliados contra sus enemigos en común, en 2013 se estrenó una segunda parte llamada "Super Hero Taisen Z" en la que además se incluye la franquicia Metal Heroes y una tercera parte titulada Kamen Rider x Super Sentai: Chou Super Hero Taisen se estrenaría en 2017, otro caso similar es el de "Ultraman vs Kamen Rider" en el cual chocan las franquicias de Kamen Rider y Ultraman, y cabe mencionar el cruce de los episodios 24 y 25 de la serie Kamen Rider Decade en la cual tiene participación la serie de la franquicia Super Sentai Series Samurai Sentai Shinkenger.

- En la serie Super Tokumei Sentai Go-Busters existe cruce con el protagonista de la película Gavan Type G así como la película Kaizoku Sentai Gokaiger vs Space Sheriff Gavan.

## En Internet
- En un episodio de La naranja molesta, Naranja y sus amigos conocen a Charlie el unicornio. En otro episodio de La naranja molesta aparece Fred de Fred: The Show.

- En la serie en línea de Disney It's a Small World: The Animated Series se ven en varios episodios, personajes de otras series y películas animadas de la compañía Disney haciendo cameos, ej: Reina Elsa, Maléfica, Blancanieves, etc.

- Varios episodios de Crítico de La Nostalgia aparece varios reseñadores y críticos como Angry Joe, Cinema Snoob y Angry Video Game Nerd.

- Varios famosos interpretaron a personajes en  Epic Rap Battles of History como  Weird Al Yankovic como Isaac Newton y T-Pain como Stevie Wonder